# La Chalp
La Chalp est un hameau de France situé en Isère, sur la commune de Valjouffrey composée des autres villages et hameaux des Faures, Valsenestre, le Désert en Valjouffrey et la Chapelle en Valjouffrey. Le hameau accueille la mairie et l'école communale.
Le village est implanté à la confluence de la Bonne et du ruisseau des Roberts, à 1 025 mètres d'altitude, dans le massif des Écrins.